# Erich Max Robert Abraham
Erich Max Robert Abraham (16 de Novembro de 1921 - 8 de Dezembro de 1943) foi um oficial alemão que serviu na Heer durante a Segunda Guerra Mundial. Foi condecorado com a Cruz de Cavaleiro da Cruz de Ferro.

## Carreira

### Patentes
| Gefreiten                | 22 de janeiro de 1942           |
| Leutnant                 | 8 de dezembro de 1943           |
| Oberleutnant der Reserve | 10 de fevereiro de 1944 póstumo |

### Condecorações
| Cruz de Ferro (1939) 2ª Classe        | 5 de agosto de 1943   |
| Cruz de Ferro (1939) 12ª Classe       | 3 de setembro de 1943 |
| Distintivo de feridos (1939) em Preto |                       |
| Distintivo da infantaria de assalto   |                       |
| Cruz de Cavaleiro da Cruz de Ferro    | 20 de janeiro de 1944 |